# Sicana odorifera
Sicana odorifera (Vell.) Naudin, comunemente nota come cassabanana, è una pianta appartenente alla famiglia delle Cucurbitaceae, originaria del Sud America tropicale, coltivata come pianta ornamentale e per i suoi dolci frutti commestibili.
La pianta è una pianta rampicante carnosa e a crescita rapida e può raggiungere 15 m o più di altezza, arrampicandosi con viticci adesivi. Le foglie grandi, pelose e palmate crescono fino a 30 cm di larghezza.
Il frutto è grande (lungo fino a 60 cm), con buccia di colore variabile ed ha un delizioso sapore simile al melone quando è maturo. Questo necessita di alte temperature per maturare. La polpa del frutto maturo dolce, aromatica, di colore giallo-arancio viene consumata cruda o trasformata in conserve. Il frutto acerbo può essere cucinato come verdura.

## Coltivazione
La cassabanana si propaga per seme. È ampiamente coltivata nelle zone calde dell'America Latina, così come tra le popolazioni Cajun degli Stati Uniti meridionali. Ha bisogno di un buon drenaggio per crescere bene e vegeta bene crescendo su una miscela acida di sabbia (o perlite) e compost ricco.